# KEXP
KEXP es una emisora de radio pública estadounidense con sede en Seattle, Washington.
Fundada en 1972 en la Universidad de Washington bajo el indicativo KCMU, está especializada en música alternativa y emite para el ámbito del área metropolitana de Seattle. La estación es operada por una organización sin ánimo de lucro, Friends of KEXP, que está adscrita a la Universidad de Washington y se financia con donaciones y patrocinadores.
La programación de KEXP se centra en la actualidad de los géneros musicales alejados del mainstream. Además de contar con una emisora en frecuencia modulada (90.3 FM), su sitio web ofrece servicios complementarios como noticias, pódcast, listas de reproducción con anotaciones, video bajo demanda y recomendaciones culturales. Su canal de YouTube, centrado en actuaciones en directo, cuenta con más de tres millones de suscriptores.
Dentro de la radio estadounidense, KEXP fue la primera emisora en dar una oportunidad a grupos emblemáticos del movimiento grunge como Nirvana, Soundgarden, Pearl Jam y Mudhoney. Con la llegada de internet, ha expandido su base de oyentes para convertirse en un referente musical internacional. Desde 2001 está afiliada a la red nacional pública NPR. En 2016 inauguró un centro cultural en el corazón de Seattle, KEXP's Gathering Space, que alberga los estudios de radio entre otras instalaciones.